# Shorewood Hills
Shorewood Hills è un villaggio degli Stati Uniti d'America, situato in Wisconsin, nella contea di Dane.